# Biserica de lemn „Sfântul Nicolae” din Bălăurești
Biserica de lemn „Sf. Nicolae” este o biserică amplasată în Bălăurești, raionul Nisporeni, Republica Moldova. Este un monument arhitectural de importanță națională inclus în Registrul monumentelor Republicii Moldova ocrotite de stat cu nr. 819 (raionul Nisporeni). Datează din 1809.